# Chiwinez
Chiwinez (russisch Хивинец) war der Name eines seegehenden Kanonenbootes der Kaiserlichen Russischen und der Sowjetischen Marine. 1906 in Dienst gestellt, diente es im Ersten und Zweiten Weltkrieg und wurde 1948 verschrottet. Der Name des Bootes ist die russische Bezeichnung für einen Einwohner der mittelasiatischen Stadt Chiwa.

## Projekt und Bau

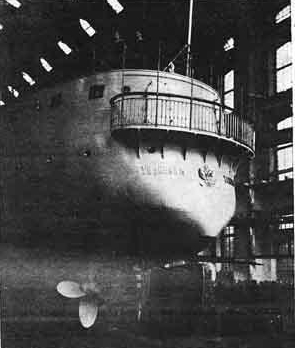
Kanonenboot Chiwinez auf der Bauwerft vor dem Stapellauf

Der Bau des Bootes war bereits im Flottenrüstungsprogramm 1898 für den Einsatz im Fernen Osten geplant, wurde aber nicht realisiert. Erst im Rahmen des Rüstungsprogrammes für die Jahre 1904–1914 wurde die Chiwinez tatsächlich gebaut, nun sollte sie jedoch für den Stationsdienst im Mittelmeer und im Persischen Golf ausgelegt werden. Als Vorbild für die Konstruktion diente das amerikanische Kanonenboot Helena.
Am 24. September 1903 wurde das Boot offiziell in die Flottenliste der Baltischen Flotte aufgenommen und am 10. September 1904 auf der Helling der Neuen Admiralität in Sankt Petersburg auf Kiel gelegt. Bei der Kiellegung war der Großfürst Alexei Alexandrowitsch anwesend, am gleichen Tag wurde auch der Bau des Minentransporters Wolga begonnen. Der Stapellauf erfolgte am 11. Mai 1905. Die Ausrüstungsarbeiten zogen sich über ein Jahr hin, so dass die Indienststellung erst im Juli 1906 erfolgte. Die Chiwinez besaß als erstes russisches Kriegsschiff eine Kühlung der inneren Räume. In Größe und Konstruktion ähnelte es der 1898 in Dienst gestellten Giljak, allerdings verzichtete man bei der Chiwinez auf die schwere Mastkonstruktion der Giljak, die ständig zu Befürchtungen wegen der Stabilität Anlass gegeben hatte. Stattdessen besaß die Chiwinez einen Kommandoturm unmittelbar vor dem Mast, der 12–18 mm gepanzert war. Auch die Bewaffnung unterschied sich grundsätzlich nicht von der der Giljak, man verzichtete jedoch auf die wenig effektiven Kaliber 37 und 47 mm, baute dafür eine zweite 120-mm-Kanone ein und verstärkte die Mittelartillerie vom Kaliber 75 mm. Die schwere Artillerie wurde auf Mittelpivotlafetten auf Deck aufgestellt, die 75-mm-Kanonen in Erkern. Vorteil der offenen Aufstellung war der große Schwenkbereich der Geschütze, der nur durch die Aufbauten begrenzt wurde. Nachteil war der Schutz nur durch mitschwenkende Schutzschilde, die sie nur gegen Splitter und kleinkalibrige Geschosse schützten. Da das Boot jedoch nicht für einen Einsatz in der Schlachtlinie vorgesehen war, glaubte man dies, ebenso wie die schwache Panzerung in Kauf nehmen zu können. Wegen der konstruktiven Ähnlichkeiten wird die Chiwinez in der Literatur gelegentlich auch der Giljak-Klasse zugerechnet.

## Einsatz

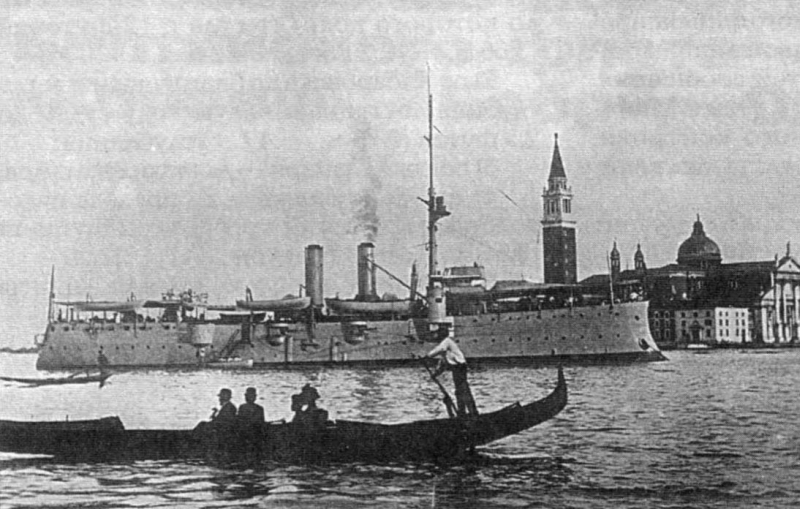
Kanonenboot Chiwinez in Venedig, 13. Juli 1911

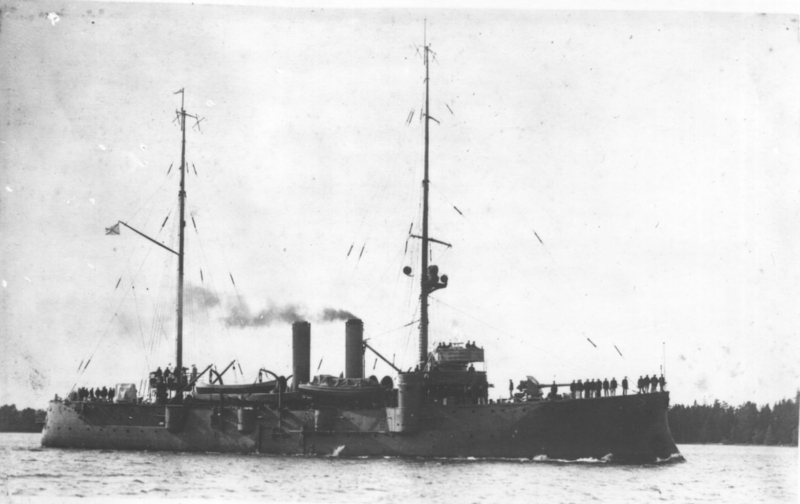
Kanonenboot Chiwinez nach der Modernisierung 1912

Nach Indienststellung wurde das Boot nach Kreta zum Stationsdienst entsandt. Am 23. September 1906 lief das Boot aus Kronstadt aus und erreichte am 8. November die Suda-Bucht. Im Februar des Folgejahres leistete die Chiwinez Hilfe bei der Bergung der Passagiere des vor Elafonisos gestrandeten österreichischen Dampfschiffes Kaiserin.
Im Juni 1912 wurde die Chiwinez im Mittelmeer durch das Kanonenboot Donez abgelöst und verlegte zur Instandsetzung nach Sewastopol. Für die Passage der Dardanellen und des Bosporus benötigten fremde Kriegsschiffe eine Erlaubnis der Regierung des Osmanischen Reiches, die im Falle der Chiwinez auch erteilt wurde. In Sewastopol wurde das Boot einer Hauptinstandsetzung des Rumpfes unterzogen, gleichzeitig wurden die Wasserrohre der Kesselanlage ausgewechselt. Bei dieser Gelegenheit wurde auch ein zweiter Signalmast aufgestellt. Die Instandsetzungsarbeiten wurden am 12. Oktober 1912 beendet. Danach verlegte das Boot wieder zur Suda-Bucht. Im Jahr 1913 wurde das Boot den Ausbildungseinheiten der Baltischen Flotte zugewiesen. Am 27. Januar verließ die Chiwinez Griechenland und traf am 25. April wieder in Kronstadt ein.

## Erster Weltkrieg
Zu Beginn des Ersten Weltkrieges kam die Chiwinez in der Abo-Åland-Stellung im Finnischen Meerbusen zum Einsatz. Die Stellung war Teil eines ausgedehnten Systems von Befestigungsanlagen, Minefeldern und Operationsgebieten für Schiffe, das die seeseitigen Zugänge der russischen Hauptstadt schützen sollte. Den Kanonenbooten kam dabei die Deckung der Minenfelder und der Schutz der Seeräume zu, die von den Küstengeschützen nicht bestrichen werden konnten (siehe Seefestung Imperator Peter der Große). 1915/16 wurde das Boot nochmals instand gesetzt. Die Bewaffnung wurde um zwei 120-mm-Kanonen und Flugabwehrkanonen ergänzt, dafür entfielen die 75-mm-Kanonen. Die zwei 120-mm-Geschütze wurden vom Kanonenboot Korejez II ausgebaut. Anschließend kam die Chiwinez wieder in der Abo-Åland-Stellung, später in der Rigaer Bucht zum Einsatz.
Am 30. Septemberjul. / 13. Oktober 1917greg. erhielt die Chiwinez, die sich mit der Chrabry in Arensburg befand, den Befehl in die Kassaer Wiek zu verlegen, in der deutsche Schiffe gesichtet worden waren. Die deutschen Schiffe gehörten zu den am Unternehmens Albion beteiligten Kräften. Am gleichen Tag gegen 13:00 Uhr fuhr das Boot einen Angriff gegen die im Soelo-Sund operierenden deutschen Minensuchboote, der jedoch vom Feuer des unterstützenden Kleinen Kreuzers Emden abgewiesen wurde. Am 1. Oktoberjul. / 14. Oktober 1917greg. nahm die Chiwinez mit der Chrabry und Minensuchbooten um 13:45 Uhr erneut den Kampf mit den in der Kassaer Wiek arbeitenden deutschen Minensuchern auf und konnte diese für kurze Zeit aufhalten, zog sich dann jedoch mit den anderen russischen Schiffen vor den überlegenen deutschen Einheiten nach Südosten zurück. Auf der Chiwinez befanden sich während der Operation weder der Kommandant noch ein anderer Stabsoffizier, das Boot wurde von Leutnant Afanasjew (Афанасьев) geführt.
Am 28. Oktoberjul. / 10. November 1917greg. unterstellte die Mannschaft das Boot der neugebildeten Roten Baltischen Flotte. Ab April 1918 wurde es zum Schutz der östlichen und mittleren Abschnitte der Newa im Stadtgebiet von Petrograd eingesetzt und bezog dazu Position in der Nähe der Newa-Brücken. 1919 wurde das Boot vorerst außer Dienst gestellt und im Kronstädter Kriegshafen aufgelegt.
1922 wurde das Boot im Newa-Werk wieder aufgerüstet und bei der Ausbildungseinheit der Baltischen Flotte wieder in Dienst gestellt. (Nach anderen Quellen soll es jedoch im Jahr 1920 bei der Asow-Flottille im Kampf gegen die Truppen General Wrangels gestanden und in einem Gefecht am 15. September 1920 gegen überlegene Feindkräfte das Kanonenboot Salgir (Салгир) versenkt haben. Nach Dozenko handelt es sich jedoch dabei nicht um die Chiwinez, sondern um den ehemaligen Prahm Egurtscha (Егурча)). Am 31. Dezember 1922 erhielt es den Namen Roter Stern – Krasnaja Swesda (Красная Звезда). Im Sommer 1928 wurde das Boot entwaffnet und in eine selbstfahrende schwimmende Basis für die Schiffe der Baltischen Flotte umgerüstet. In dieser Funktion nahm es auch am Zweiten Weltkrieg teil. Im Juni 1944 wurde es wieder, diesmal jedoch endgültig, aus der Flottenliste gestrichen und 1948 abgewrackt.